# Robert Allenby
Robert Allenby (Melbourne, 12 de julio de 1971) es un golfista profesional australiano.

## Carrera profesional
Se volvió profesional en 1992 y tuvo éxito casi de inmediato, superando el PGA Tour of Australasia Order of Merit en su primera temporada y nuevamente en 1994. Continúa jugando algunos eventos en su gira local y ha ganado 13 eventos, incluido uno como un aficionado También comenzó a jugar en el Tour Europeo y fue su gira principal hasta 1998. Ganó cuatro torneos, incluyendo tres en 1996, cuando terminó tercero en la Orden del Mérito. Ha aparecido en el top 20 de los rankings oficiales de golf mundial.
Allenby juega principalmente en los Estados Unidos en el PGA Tour. Obtuvo el estatus de exento para 1999 al terminar 17º en la Escuela Calificada de 1998. Tuvo una primera temporada decepcionante en AEstados Unidos, llegando en el puesto 126 de la lista de dinero, pero llegó bien en 2000 cuando ganó el Shell Houston Open y el Advil Western Open. Reclamó otro par de victorias la temporada siguiente. En ambos años, llegó decimosexto en la lista de dinero. No ha ganado desde entonces, pero terminó en el top 50 de cada año desde 2002 hasta 2004. Sus actuaciones en los grandes campeonatos han sido algo decepcionantes; su puesto más alto en una especialidad está empatado en séptimo lugar en el US Open de 2004. En 2005 se convirtió en el primer golfista en ganar la "triple corona" de Australian Masters, Australian PGA y Australian Open en el mismo año.
Allenby jugó para el Equipo Internacional en la Copa de Presidentes en 1994, 1996, 2000, 2003 y 2009. Después de registrar un récord de 2–2–1 en la Presidents Cup de 2009, Allenby acusó a Anthony Kim de estar mal preparado para su partido de individuales del domingo, en el que Allenby perdió 5 y 3. En diciembre de 2009, Allenby se convirtió en el primer australiano en ganar el Nedbank. Golf Challenge en Sudáfrica, derrotando a Henrik Stenson en un playoff. Fue su primer triunfo profesional en cuatro años, pero no tuvo que esperar mucho para el siguiente, ya que regresó a casa para reclamar su cuarto Campeonato Australiano de PGA.Título la semana siguiente.
Allenby se perdió el corte en el Torneo Masters 2011 por un golpe después de bogey en el hoyo 18 de la segunda ronda. En febrero de 2012, Allenby perdió una oportunidad de terminar una sequía de once años en el PGA Tour, cuando tomó una ventaja de dos golpes en el hoyo 72 del Mayakoba Golf Classic. Golpeó su golpe de salida a los árboles de la derecha y procedió a hacer doble bogey para caer en un playoff con el novato John Huh. Perdió en el octavo hoyo adicional cuando solo pudo completar el décimo segundo par, dejando a Huh con un toque en el par para el torneo. Ambos jugadores habían hecho par en los siete hoyos previos a lo largo del playoff hasta este punto.
Allenby es patrocinador y portavoz de Challenge Cancer Support Network, que ha recaudado más de 9 millones de dólares desde 1993 para niños con cáncer y trastornos de la sangre. El 22 de junio de 2000, se le otorgó la Medalla Deportiva Australiana.

### Controversia
Las declaraciones hechas por Allenby en las Copas de Presidentes de 2009 y 2011 generaron controversia. En 2009, luego de una derrota ante el estadounidense Anthony Kim en los sencillos del domingo, Allenby acusó a Kim de estar de fiesta toda la noche en la víspera de los partidos de individuales. Kim y los miembros del equipo estadounidense negaron con vehemencia esa declaración. En 2011, luego de un récord de 0–4–0 en la Copa de Presidentes, donde no logró ganar puntos para el equipo internacional, afirmó que su récord no fue completamente su culpa y citó la mala jugada de sus compañeros como un razón. Sus socios, incluyendo a Geoff Ogilvy, estaban disgustados con los comentarios de Allenby.
La semana siguiente, en el Campeonato de la PGA de Australia, Allenby entró en la pelea, lo que resultó en que Ogilvy hizo un tuit que Allenby percibió como sarcástico. Después de que terminara el torneo, Allenby intercambió palabras acaloradas con Ogilvy y estuvo cerca de tener un altercado físico con Ogilvy..
En julio de 2015, en el RBC Canadian Open, Allenby tuvo un altercado verbal con su caddie, Mick Middlemo, después de jugar cuatro hoyos. Mientras Allenby dice que fue abusado verbalmente y amenazado por Middlemo, Middlemo dice que Allenby fue verbalmente abusivo. Middlemo abandonó el curso y Allenby seleccionó a un director de la escuela de la galería para que llevara a sus clubes el resto de la ronda. Informes posteriores de otro caddie del grupo, Simon Clarke, parecían indicar que el problema era con Allenby. "Conozco a Rob desde hace mucho tiempo y conozco a Mick desde hace mucho tiempo", dijo Clarke. "Es decepcionante que a los 42 años, o por muy viejo que sea [Allenby], todavía esté tratando a las personas de esa manera y a cuántos buenos caddies".

## Presunto secuestro
El 17 de enero de 2015, después de perderse el corte en el Sony Open en Hawái, Allenby estaba en un bar en Honolulu, Hawái, cuando dice que fue secuestrado, robado y golpeado, antes de ser arrojado a un parque a varias millas de distancia. Se realizó un arresto por el uso falso de la tarjeta de crédito de Allenby para fines de entretenimiento para adultos. El caso fue "identidad errónea".

## Palmarés deportivo

### Amateur
- 1989 (1) Australian Juniors Amateur Championship
- 1990 (2) Victorian Amateur Championship (Australia), Riversdale Cup
- 1991 (1) Riversdale Cup

### Profesional

#### PGA Tour
| N.º | Fecha                    | Torneo                       | Puntaje ganador | A la par | Margen de victoria | Finalista                                                            |
| --- | ------------------------ | ---------------------------- | --------------- | -------- | ------------------ | -------------------------------------------------------------------- |
| 1   | 30 de abril de 2000      | Shell Houston Open           | 68-67-68-72=275 | −13      | Eliminatoria       | Craig Stadler                                                        |
| 2   | 9 de julio de 2000       | Advil Western Open           | 69-69-68-68=274 | −14      | Eliminatoria       | Nick Price                                                           |
| 3   | 25 de febrero de 2001    | Nissan Open                  | 73-64-69-70=276 | −8       | Eliminatoria       | Brandel Chamblee, Toshi Izawa, Dennis Paulson, Jeff Sluman, Bob Tway |
| 4   | 23 de septiembre de 2001 | Marconi Pennsylvania Classic | 70-65-66-68=269 | −19      | 3 golpes           | Larry Mize, Rocco Mediate                                            |

#### Récord de playoffs del PGA Tour
| N.º | Año  | Torneo                         | Oponente(s)                                                          | Resultado                                        |
| --- | ---- | ------------------------------ | -------------------------------------------------------------------- | ------------------------------------------------ |
| 1   | 2000 | Shell Houston Open             | Craig Stadler                                                        | Ganó con par en el cuarto hoyo extra             |
| 2   | 2000 | Advil Western Open             | Nick Price                                                           | Ganó con par en el primer hoyo extra             |
| 3   | 2001 | Nissan Open                    | Brandel Chamblee, Toshi Izawa, Dennis Paulson, Jeff Sluman, Bob Tway | Ganado con birdie en el primer hoyo extra.       |
| 4   | 2008 | Stanford St. Jude Championship | Trevor Immelman, Justin Leonard                                      | Leonard ganó con birdie en el segundo hoyo extra |
| 5   | 2012 | Mayakoba Golf Classic          | John Huh                                                             | Perdido a la par en el octavo hoyo extra         |

#### Tour europeo
| N.º | Fecha                | Torneo                    | Puntaje ganador       | Margen de victoria | Finalista                         |
| --- | -------------------- | ------------------------- | --------------------- | ------------------ | --------------------------------- |
| 1   | 12 de junio de 1994  | Honda Open                | −12 (72-67-68-69=276) | Eliminatoria       | Miguel Ángel Jiménez              |
| 2   | 9 de junio de 1996   | Alamo English Open        | −10 (69-71-69-69=278) | 1 golpe            | Ross McFarlane, Colin Montgomerie |
| 3   | 30 de junio de 1996  | Peugeot Open de France    | −16 (70-65-68-69=272) | Eliminatoria       | Bernhard Langer                   |
| 4   | 31 de agosto de 1996 | One 2 One British Masters | −4 (69-71-71-73=284)  | Eliminatoria       | Miguel Ángel Martín               |

#### European Tour playoff récord (3–0)
| N.º | Año  | Torneo                    | Oponente             | Resultado                                              |
| --- | ---- | ------------------------- | -------------------- | ------------------------------------------------------ |
| 1   | 1994 | Honda Open                | Miguel Ángel Jiménez | Ganó con par en el tercer hoyo extra                   |
| 2   | 1996 | Peugeot Open de France    | Bernhard Langer      | Ganado con birdie en el primer hoyo extra.             |
| 3   | 1996 | One 2 One British Masters | Miguel Ángel Martín  | Ganado después de la concesión en el primer hoyo extra |

#### Sunshine Tour
| N.º | Fecha                  | Torneo                 | Puntaje ganador       | Margen de victoria | Finalista      |
| --- | ---------------------- | ---------------------- | --------------------- | ------------------ | -------------- |
| 1   | 6 de diciembre de 2009 | Nedbank Golf Challenge | −11 (68-70-68-71=277) | Eliminatoria       | Henrik Stenson |

#### PGA de Australasia Tour
- 1991 (1) Victorian Open (como amateur)
- 1992 (2) Johnnie Walker Australian Classic, Perak Masters
- 1993 (1) Optus Players Championship
- 1994 (1) Heineken Australian Open
- 1995 (1) Heineken Classic
- 2000 (1) Australian PGA Championship
- 2001 (1) Australian PGA Championship
- 2003 (1) MasterCard Masters
- 2005 (3) Australian Open, Australian PGA Championship, MasterCard Masters
- 2009 (1) Australian PGA Championship

## Resultados en los principales campeonatos
| Torneo                | 1991 | 1992 | 1993 | 1994 | 1995 | 1996 | 1997 | 1998 | 1999 |
| --------------------- | ---- | ---- | ---- | ---- | ---- | ---- | ---- | ---- | ---- |
| The Masters           |      |      |      |      |      |      | CUT  |      |      |
| U.S. Open             |      |      | T33  |      |      |      | CUT  |      | T46  |
| The Open Championship | CUT  |      | CUT  | T60  | T15  | T56  | T10  | T19  |      |
| PGA Championship      |      |      | CUT  |      | CUT  | CUT  | T49  | T13  | CUT  |

| Torneo                | 2000 | 2001 | 2002 | 2003 | 2004 | 2005 | 2006 | 2007 | 2008 | 2009 |
| --------------------- | ---- | ---- | ---- | ---- | ---- | ---- | ---- | ---- | ---- | ---- |
| The Masters           |      | 47   | T29  | T39  | CUT  | CUT  | T22  | CUT  | T42  | T38  |
| U.S. Open             |      |      | T12  | T39  | T7   | CUT  | T16  | CUT  | T18  | CUT  |
| The Open Championship | T36  | T47  | CUT  | T43  | CUT  | T52  | T16  | CUT  | T7   | T52  |
| PGA Championship      | T19  | T16  | T10  | T39  | T9   | CUT  | T20  | CUT  | T31  | T24  |

| Torneo                | 2010 | 2011 | 2012 | 2013 | 2014 |
| --------------------- | ---- | ---- | ---- | ---- | ---- |
| The Masters           | T45  | CUT  |      |      |      |
| U.S. Open             | T29  | CUT  |      |      | CUT  |
| The Open Championship | T27  | T48  | CUT  |      |      |
| PGA Championship      |      | T26  | CUT  |      |      |

     Top 10      No jugó
- CUT = falló el corte a mitad de camino
- "T" = Empatado

### Resumen
| Torneo                | Victorias | 2º | 3º | Top-5 | Top-10 | Top-25 | Eventos | Cortes |
| --------------------- | --------- | -- | -- | ----- | ------ | ------ | ------- | ------ |
| The Masters           | 0         | 0  | 0  | 0     | 0      | 1      | 12      | 7      |
| U.S. Open             | 0         | 0  | 0  | 0     | 1      | 4      | 14      | 8      |
| The Open Championship | 0         | 0  | 0  | 0     | 2      | 5      | 20      | 14     |
| PGA Championship      | 0         | 0  | 0  | 0     | 2      | 7      | 18      | 11     |
| Totales               | 0         | 0  | 0  | 0     | 5      | 17     | 64      | 40     |

- La mayoría de los cortes consecutivos realizados - 7 (2000 Open Championship - 2002 US Open)
- La racha más larga de top 10 - 1 (cinco veces)

## Resultados en eventos del Campeonato Mundial de Golf
| Torneo                   | 2000 | 2001 | 2002 | 2003 | 2004 | 2005 | 2006 | 2007 | 2008 |
| ------------------------ | ---- | ---- | ---- | ---- | ---- | ---- | ---- | ---- | ---- |
| WGC Match Play           |      | R32  | R64  | R16  | R32  | QF   | R32  | R64  | R64  |
| WGC-Campeonato Cadillac  | T25  | NT1  | T31  | T21  | T54  |      | T26  | T3   | T20  |
| Bridgestone Invitational | T12  | T23  | T2   | T6   | T9   |      | T22  | 81   | T20  |

| Torneo                   | 2009 | 2010 | 2011 | 2012 |
| ------------------------ | ---- | ---- | ---- | ---- |
| WGC Match Play           | R64  | R32  | R64  |      |
| WGC-Campeonato Cadillac  | T28  | T11  | T15  |      |
| Bridgestone Invitational | T2   |      | T48  | 69   |
| HSBC Champions           | T23  | T21  |      | T56  |

1Cancelado por el 11S
     Top 10      No jugó
- QF, R16, R32, R64 = Ronda en la que el jugador perdió la partida
- "T" = Empatado
- NT = Sin torneo
- Tenga en cuenta que los Campeones de HSBC no se convirtieron en un evento de WGC hasta 2009.

## Apariciones en equipo
Amateur
- Trofeo Eisenhower (representando a  Australia): 1990

Profesional
- Copa Mundial de Golf (representando a  Australia): 1993, 1995, 2009
- Copa Alfred Dunhill (representando a  Australia): 1994, 1997
- Copa de Presidentes (equipo internacional): 1994, 1996, 2000, 2003 (empate), 2009, 2011
- Alfred Dunhill Challenge (representando a Australasia) 1995